# Giuseppe Girometti

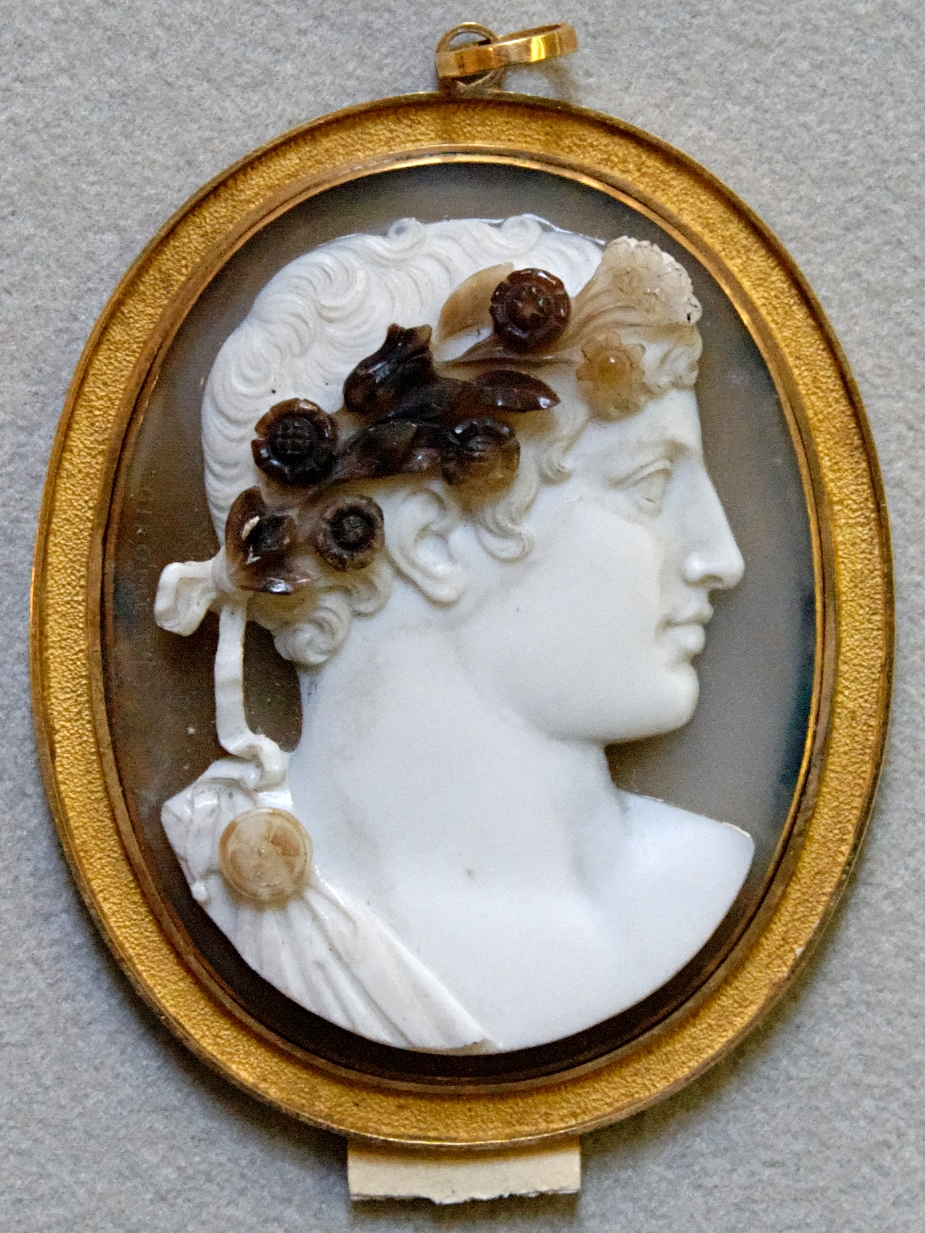
Allegorie des Frühlings, Onyx-Kamee von Giuseppe Girometti

Giuseppe Girometti (* 7. Oktober 1780 in Rom; † 17. November 1851 ebenda) war ein italienischer Gemmenschneider, Stempelschneider, Bildhauer und Medailleur.

## Leben
Giuseppe Girometti widmete sich erst der Bildhauerei, dann den aus Pietra dura (Steinmosaik) vertieft geschnittenen Schmucksteinen (Gemmen). In der Fertigung dieser auch Intaglio genannten Steine gehörte er zu den führenden Künstlern in Europa.
Zu seinen besten Arbeiten gehören:
- zwei große Kameen mit dem Kopf des Genius im Grabdenkmal des Papstes Clemens XIII. und dem Kopf von Antonio Canovas Perseus
- ein Intaglio von Antonio Canovas Terpsichore und Magdalena
- ein Intaglio von Pietro Teneranis Psyche sowie ein Porträt des Auftraggebers Graf Sommariva
- Hebe, dem Zeus Nektar reichend (ohne Vorlage)
- der Kopf des Phokion (nach einer Antike)

In Pietra dura porträtierte er auch den Kaiser Napoléon Bonaparte, den Zaren Alexander II. von Russland, George Washington u. a. Für das Privatkabinett des Großherzogs von Toscana schnitt er zwei große Kameen mit den Darstellungen des die Giganten erschlagenden Jupiter und des Perseus mit der Andromeda.
Noch bedeutender sind zehn in der Bibliothek des Vatikans befindliche Gemmen: Medusa, Jupiter, Herkules, Paris, Minerva, Antinous, Arethusa, eine Bacchantin, Jupiter gegen die Titanen und Phöbus Apollo.
Girometti erwarb sich auch im Stempelschnitt einen Namen und arbeitete an der Päpstlichen Münze für die Päpste Pius VII., Leo XII. Pius VIII. und Gregor XVI. Zu seinen besten Werken gehören seine Gedächtnismedaillen auf den Kardinal Ercole Consalvi und auf Canova sowie die Ehrenmünze auf den Dichter Giovanni Battista Niccolini.
Pius VII. ließ durch ihn die Piazza del Popolo mit ihrer Umgebung und die Wiederauffindung des toten San Francesco medaillieren, Leo XII. beauftragte ihn unter anderem mit einer Arbeit zur Eröffnung des Jubeljahres. Für die Stadt Orvieto medaillierte er ihren Dom.
Sein Sohn Pietro Girometti (1811–1859) war ebenfalls Medailleur. Vater und Sohn arbeiteten an zahlreichen gemeinsamen Projekten, sodass es aufgrund des ähnlichen Gravurstiles beider Künstler bei einigen Werken schwerfällt, sie eindeutig zuzuordnen.